# Стефанович, Яков Васильевич
Я́ков Васи́льевич Стефано́вич (28 ноября [10 декабря] 1854, Дептовка,  Конотопский уезд, Черниговская губерния, Российская империя) — 1 [14] апреля 1915, Красный Колядин Конотопский уезд Черниговская губерния Российская империя) — революционер-народник, брат Олимпа Стефановича.

## Биография
Родился в селе Дептовка. По происхождению сын священника. В 1875 году был исключён из Киевского университета. В 1877 году попытался организовать восстание крестьян в Чигиринском уезде Киевской губернии. В сентябре 1877 был арестован, но в мае 1878 года Стефановичу удалось бежать за границу.
В 1879 году вернулся в Россию, стал членом революционных организаций «Земля и воля» и «Чёрный передел». В январе 1880 года вновь выехал за границу, но уже в 1881 году вернулся. По возвращении стал членом Исполнительного комитета организации «Народная воля». В 1882 году был арестован и судом Особого присутствия Правительствующего Сената на процессе семнадцати народовольцев приговорён к 8 годам каторги на реке Кара. После отбытия каторги находился на поселении в Якутии. Находясь в ссылке, проводил археологические исследования Южной Якутии, картографические работы, занимался изучением донного льда на сибирских реках. Затем жил в Черниговской губернии.
Написал работу «Дневник карийца» о массовом самоубийстве политических заключённых на Карийской каторге в ночь с 7 на 8 ноября 1889 года в знак протеста против грубого обращения с заключёнными.